# Rock urbano (España)
Rock urbano es un término usado en España para referirse a una corriente del rock español nacida durante el tardofranquismo y la transición (básicamente entre 1973 y 1978) y que, con evidentes modificaciones y sumando sucesivas influencias, ha llegado con fuerza hasta nuestros días.
Originariamente, el movimiento surgió de la mano de grupos como Leño, Asfalto, Topo o Burning, influidos por el hard rock de grupos como Led Zeppelin, Thin Lizzy o Deep Purple, el blues rock de finales de los sesenta y principios de los setenta, y los primeros ejemplos del punk rock. Sólo mucho más tarde, ya en los años ochenta y noventa, con Los Suaves, Barricada, Rosendo, Leize, Extremoduro, Platero y Tú, Reincidentes, The Flying Rebollos, Quijotes Urbanos, Porretas, Desastre, Canallas, Transfer o Kalean y en los dosmiles con La Fuga, Marea, Fito & Fitipaldis, Poncho K, Albertucho, Sínkope, Mala Reputación, Tensa Espera..., Silencio Absoluto o Diagnóstico Canalla se abrió a otros sonidos como el heavy metal tradicional y el hardcore punk o incluso el rock progresivo y el rock sinfónico.
Sin embargo; más que una confluencia de estilos musicales, lo que une principalmente a estas bandas son una misma serie de actitudes.

## Contexto y precedentes
La eclosión de este movimiento coincide, más o menos, con los tiempos del destape, del aperturismo tardo y post-franquista  En ese sentido, hay que señalar que es inmediatamente posterior al auge del rock progresivo (lo que se conoció en su día como "underground"), rigurosamente contemporáneo de otras corrientes surgidas en el país al mismo tiempo que él, como el rock andaluz, el rock sinfónico y el rock laietá (con las que forma parte de un movimiento cultural y estético al que en su día se denominó «El rollo»); y, sobre todo, anterior al punk, el pop y la new wave de la movida, con la que llegó a chocar a finales de los 70 en una especie de antinomia estético-ideológica.
Ya se ha señalado que en su génesis está la confluencia de varios géneros. Algunos nuevos, como el heavy metal y otros con un largo recorrido anterior. Entre ellos, el rock sinfónico, el rock progresivo, el blues rock y, sobre todo, el hard rock, que ya habían sido profusamente cultivados en España (o lo estaban siendo al mismo tiempo).
En ese sentido, cabe mencionar que, a pesar de lo que alguna vez se ha afirmado, el rock urbano no fue la primera manifestación española de este último género. En absoluto. Ya desde finales de los años 60 había existido una escena española de blues rock con grupos como Los Buenos, Vértice, Smash, Gong, Cerebrum y otros. Parte de ese movimiento evolucionó hacia el rock progresivo (conocido en España como «underground»), mientras que otro sector terminó decantándose claramente por el hard rock. A partir de 1970-71, bandas como Storm, Época, Tapiman, Expresión o los históricos Lone Star cultivaron el estilo sin ningún tipo de duda. Cantando indistintamente en inglés y castellano, practicaban un hard rock absolutamente explícito y muy influenciado por los grupos británicos de la época (desde Led Zeppelin y Deep Purple hasta Black Sabbath). Precedentes claros del movimiento urbano, a estos grupos les faltaba, no obstante, el componente sinfónico que sus herederos desarrollaron (y que ellos nunca tuvieron) estando a cambio mucho más cerca de las fuentes originales del género (sobre todo del ya mentado blues rock). Y lo que es más importante, al desarrollar su carrera durante una época en la que todavía estaba en vigor el régimen franquista, sus letras no pudieron abordar de la misma forma los temas que las bandas urbanas comenzaron a tratar a partir de 1975. Algo (la explicitud en la crítica social, cultural y política) que es una característica fundamental del movimiento.
En cualquier caso, insistir en que el principal ingrediente del sonido de las bandas de rock urbano fue, precisamente, el hard rock, en la estela tanto de lo que ya venían haciendo grupos anglosajones como Deep Purple, Led Zeppelin, Thin Lizzy, Bad Company, Black Sabbath, Free, etc, como los españoles ya mencionados (Storm, Época, Tapiman, Expresión, Lone Star y algunos más).

## Nacimiento y desarrollo (1973-1978)
El término “urbano” se debe a que es una forma de rock surgida en las calles y en los barrios obreros de la periferia de las grandes ciudades. La visión que da de la sociedad posindustrial es francamente negativa, presentando la ciudad como algo hostil y alienante. Sus letras tratan sobre temas marginales (alcohol, drogas, prostitución, alienación cultural y laboral), injusticias sociales y otros tópicos de la vida cotidiana, con los que la gente de a pie se siente identificada fácilmente. Y, evidentemente, se benefició del fin de la dictadura franquista (y la consiguiente abolición de la censura, así como los cambios político-sociales) a la hora de tratar todos esos temas con una franqueza que hasta ese momento no había podido ser empleada.
Una diferencia fundamental con respecto a los grupos que habían predominado inmediatamente antes (los del Rock progresivo) fue el empleo del castellano. Mientras las bandas del "Underground", dominantes entre 1969 y 1973, se habían expresado mayoritariamente en inglés, las nuevas bandas "urbanas" recuperan el español de forma generalizada.
Como se ha señalado, el fenómeno surge a partir de 1973 con nombres como Asfalto (que ya habían publicado sus primeros singles en 1972), Ñu, Banana o Coz; a los que siguen poco después Topo, Unión Pacific, Red Box, Tarántula, Atila, Volumen, La BEPS, Moon, Cucharada, Doble Zero; y -sobre todo- Leño, que será la banda más importante e influyente del movimiento, a pesar de lo tardío de su aparición (1978). De hecho, el sonido del movimiento se acabó asociando a una propuesta musical y estilística algo diferente a la que había caracterizado a sus inicios (y más afín a las composiciones de Leño, sobre todo a partir de 1980).

Hay que insistir en que el Rock Urbano no fue exactamente un género sino un movimiento, por lo que el estilo de estos grupos,a pesar de mantener unos puntos comunes y ser reconocible, difiere notablamente entre sí. Unos están todavía muy cercanos al rock sinfónico, como Asfalto, Atila, Topo, Tarántula en su primera etapa o Ñu (estos últimos claramente influidos por los ingleses Jethro Tull). En otros, esa influencia es menos perceptible o está casi ausente, decantándose por un hard rock más inmediato, como Volumen, Red Box, Doble Zero o Coz; o incluso por el boogie rock (al estilo de los británicos Status Quo) como ocurría con La BEPS y Banana. Los hay con un sonido tan duro que prefiguran ya claramente el naciente heavy metal, como es el caso de Tarántula en su segunda etapa, Unión Pacific o Moon; mientras una formación como Cucharada es difícilmente clasificable, pues mezcla casi por igual influencias hard, sinfónicas, glam y hasta nuevaoleras.

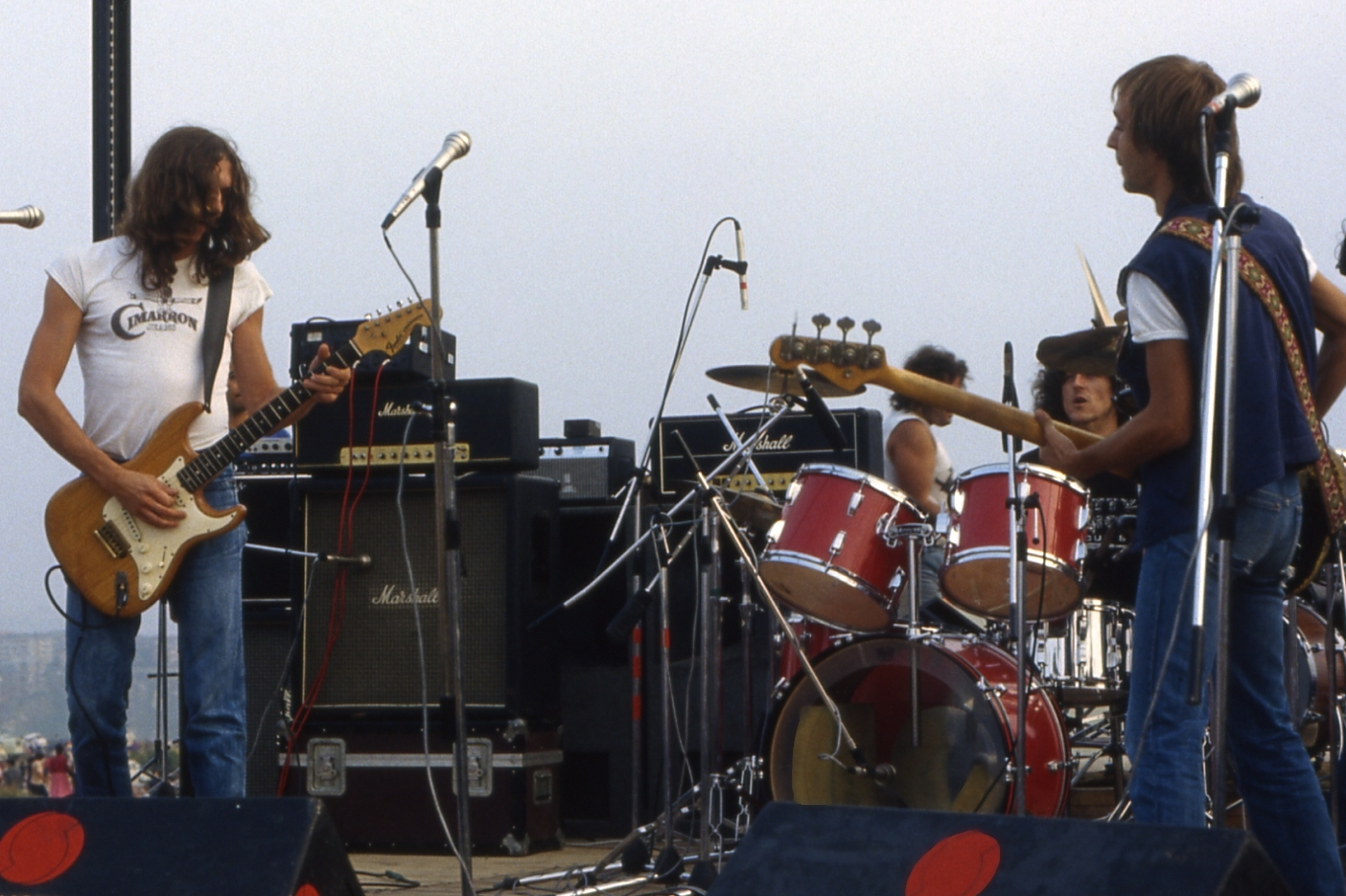
Leño en directo

 Y, sobre todo, están los fundamentales Leño que, a los sonidos ya mentados, unen incluso influencias punk y new wave (básicamente a partir de 1980); y cuyo estilo terminará fijando el canon de la corriente musical. Todas estas bandas serán apoyadas por discográficas como Discos Chapa (que dio el pistoletazo de salida al estilo con la publicación del primer volumen de una serie de LPs colectivos titulados "Viva el Rollo" en 1975); por las nuevas emisoras de FM; por revistas como Popular 1, Vibraziones, Star, etc; por programas televisivos como Musical Expres y Popgrama; y, sobre todo, por periodistas y locutores como "Mariskal" Romero, Paco Pérez Bryan o Ángel Casas. De forma que, entre 1975 y 1978 el Rock urbano se convierte, junto a su contemporáneo y pariente el Rock andaluz , en la corriente hegemónica del Rock español y en el estandarte musical del movimiento que dio en llamarse «El rollo».
Su predominio es tal que termina influyendo incluso a bandas que originalmente pertenecían a otras corrientes (un ejemplo sería el de los cordobeses Medina Azahara, más relacionados con el rock andaluz pero cuyo sonido se había endurecido por influencia "urbana") y haciendo que solistas y grupos de larga trayectoria (procedentes de los 60) como Miguel Ríos y los catalanes Lone Star publicasen discos, a mediados de la década, perfectamente adscribibles al movimiento "urbano" (aunque lo de los barceloneses, como ya se ha dicho en el apartado anterior, se debía más a una evolución interna que a influencias exteriores; al fin y al cabo, podemos decir que desde 1971 llevaban practicando, claramente, Hard rock en castellano).
También hay que aclarar que algunas bandas que, a veces, se han relacionado con el rock urbano por razones mayormente cronológicas (ya que surgieron al mismo tiempo) nunca pertenecieron realmente al movimiento. Hablamos de grupos como Burning, Mermelada, Indiana, Brakaman, Tequila o el solista argentino Moris. En realidad, todos ellos, aunque estrictamente contemporáneos del rock urbano (con el que compartieron momento, escenarios e, incluso, compañías discográficas), practicaban otros estilos, alejados del hard rock y sin ninguna influencia sinfónica o heavy; más cercanos al viejo rock and roll clásico, el rhythm and blues o el rock de los 60.

## Devenir posterior (años 1980, 90 ysigloXXI)

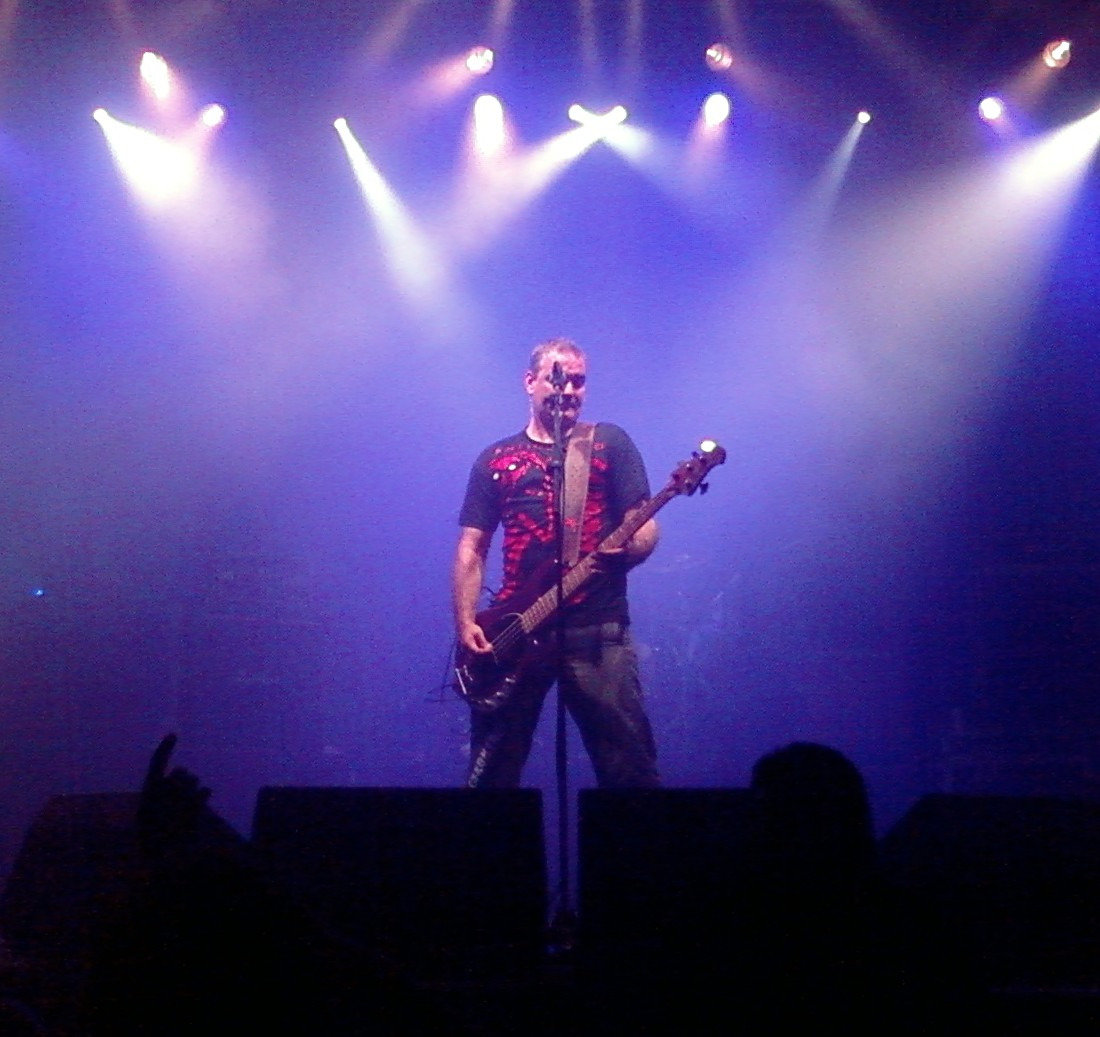
Fernando Madina de Reincidentes

La aparición del Punk y de la New Wave en España en 1977-78, así como el inmediato surgimiento de La Movida en esos mismos años supusieron un duro golpe para el Rock urbano y, en general, para lo que había venido denominándose «El rollo» (que terminó diluyéndose). A partir de ese momento, la mayor parte de las bandas o bien desaparecieron (algunas tras intentar una fallida adaptación a las nuevas tendencias) o pasaron a un segundo plano en el que apenas encontraron eco a nivel de medios y de público. La década de los 80 vio cómo el Rock urbano prácticamente desaparecía del escenario, sustituido por los nuevos sonidos y estéticas. Sólo los ya mentados Leño soportaron el cambio de paradigma, adaptando los nuevos sonidos a su viejo estilo, hasta su disolución en 1983 (tras lo cual, su antiguo líder Rosendo Mercado continuó su propia carrera en solitario manteniendo la fidelidad a la corriente "urbana").

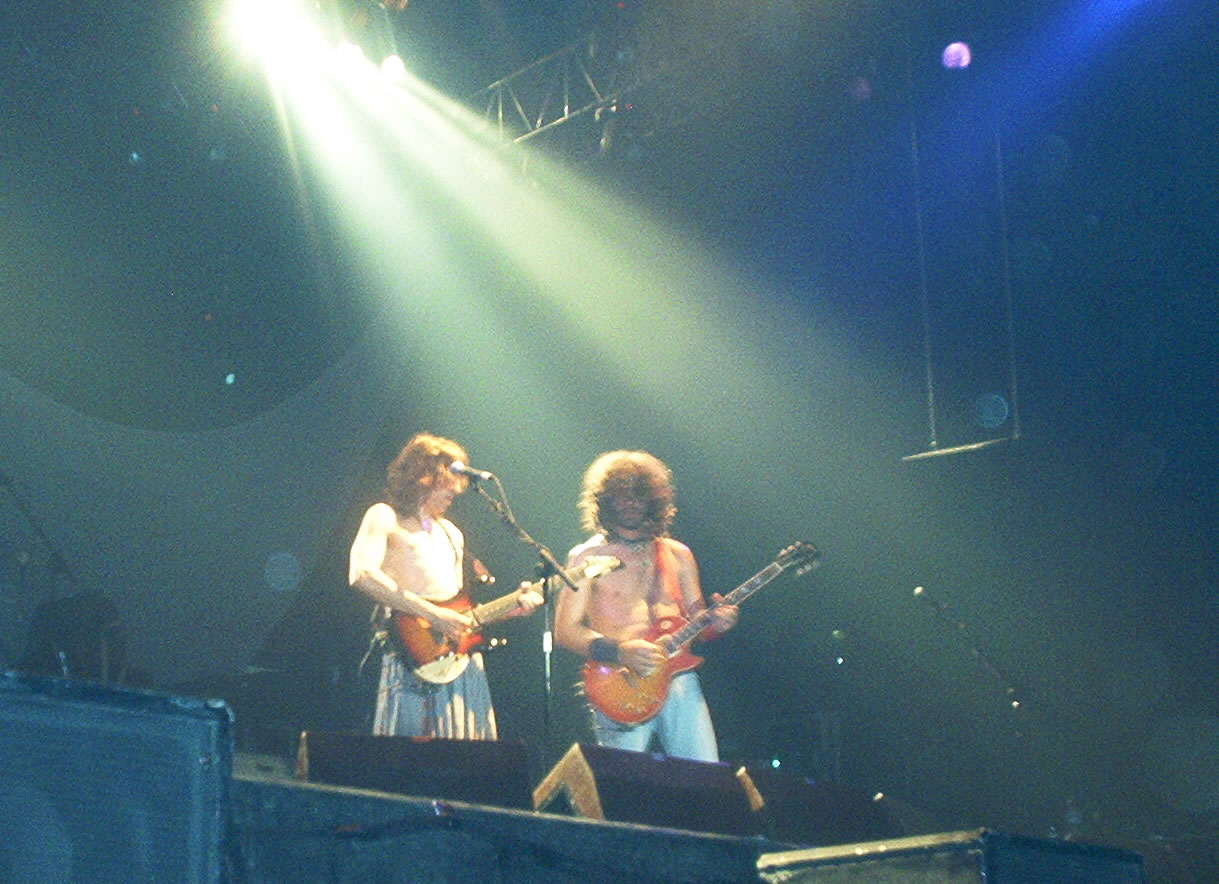
Extremoduro Gira 2002

La mayor parte del público seguidor del Rock urbano pasó a engrosar las filas de la recién nacida escena Heavy Metal española. Y muchos músicos, que habían formado parte de las viejas bandas "urbanas", figuran entre los fundadores de grupos seminales del género en España como Barón Rojo, Obús, Banzai, Ángeles del Infierno y otros.
No obstante, durante los 80's hubo unos pocos pero notables ejemplos de fidelidad a las raíces. Fueron los casos de los navarros Barricada, de los gallegos Los Suaves y del ya mentado Rosendo (tras la disolución de Leño). Los tres (y, ya algo tangencialmente, los guipuzcoanos Leize), mantuvieron en alto el estandarte del Rock urbano y atravesaron la década obteniendo notable éxito, aunque sin tener la atención mediática que los sonidos nuevaoleros y La Movida acaparaban para sí. Por otra parte, aunque fueron fieles a los viejos sonidos y estéticas, tuvieron el acierto de añadir nuevas influencias a las que habían recibido de sus "mayores". Así, con ellos el viejo sonido urbano se abrió, de forma matizada, al Punk y, ya más claramente, al Heavy Metal ochentero. Y, tangencialmente, terminó influyendo a otros movimientos como el peculiar Rock Radical Vasco (en el que al principio predominaban los sonidos derivados del Punk, pero que fue también muy permeable al carácter reivindicativo y airado del viejo rock urbano).

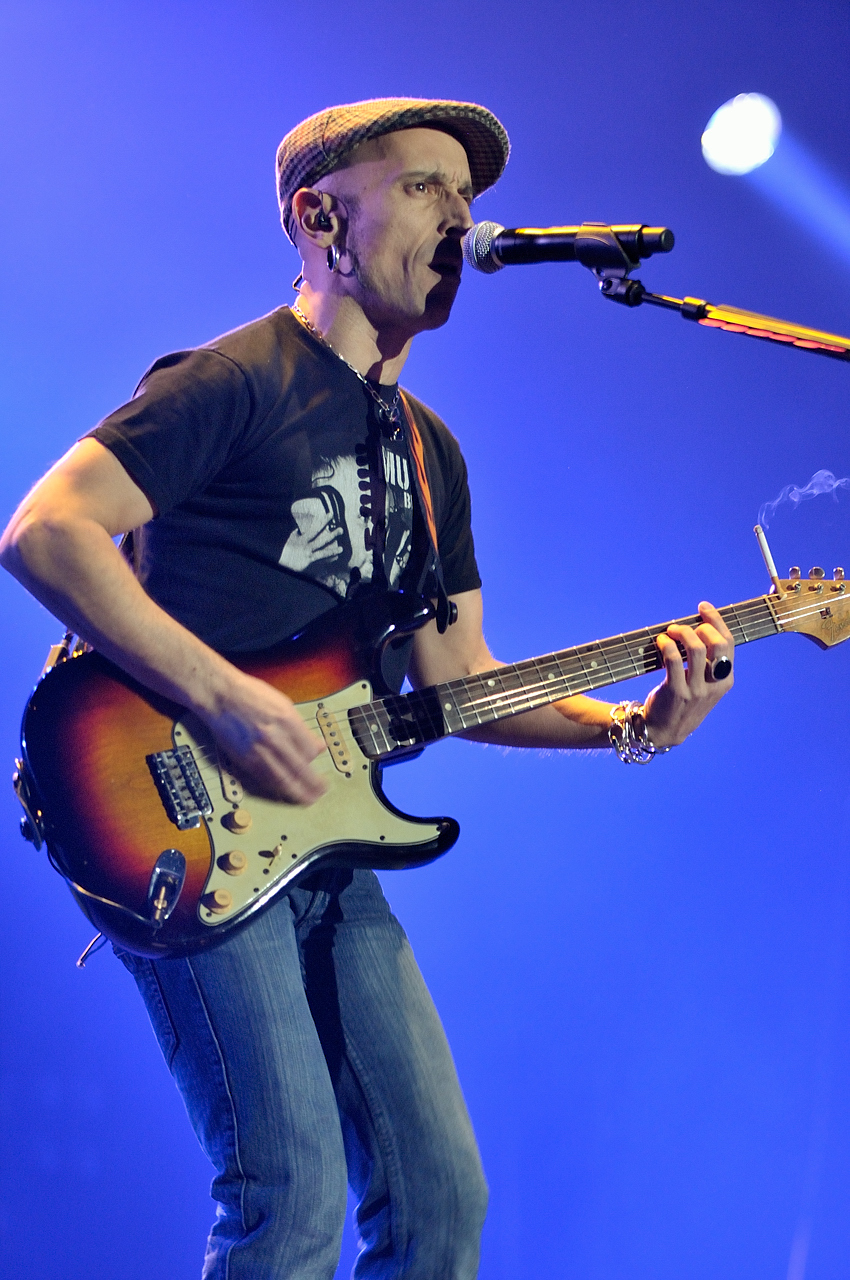
Fito cabrales, de Fito & Fitipaldis

Pero fue con la llegada de los años 90 cuando se produjo un auténtico resurgimiento del "estilo". La aparición de bandas como Extremoduro (auténticos iconos del rock urbano), Reincidentes, Platero y Tú, Soziedad Alkohólika, El Último Ke Zierre, Ska-P, Sínkope, Porretas, Buenas Noches Rose, Mägo de Oz, Transfer y cientos más, devuelven al Rock urbano la visibilidad y hegemonía que había perdido durante la década anterior y lo convierten en la corriente de Rock predominante en España (al menos en cuanto a presencia mediática y ventas) a partir de ese momento. Junto a eso, las nuevas bandas aportan también influencias de géneros como el Punk (de forma ya no matizada, sino total), el Hardcore, el Ska, el Rock Radical Vasco etc; hasta el punto de que, más que de una revitalización del viejo estilo podríamos hablar de una auténtica reinvención. Aparte de eso, a las letras de carácter reivindicativo y militante se sumó una tendencia con vocación más poética y trabajada (por lo que ha sido denominado a veces "Rock poético").
Un hito en este sentido fue la publicación del proyecto Extrechinato y Tú: "Poesía Básica" (2001) ya que marcaría una generación de músicos de rock urbano y marcaría un camino a seguir con la poesía como un elemento fundamental.
En el nuevo siglo XXI, la nómina de bandas adscribibles al Rock urbano no hizo sino crecer con nuevos nombres como Marea, Insolenzia, La Fuga, Fito & Fitipaldis, Albertucho, Mala Reputación, Dikers y Desakato, entre otros. 
Durante muchos años el Rock urbano español siguió gozando de excelente salud, atrayendo tras sí millones de aficionados y dando lugar a festivales multitudinarios de carácter anual como el Espárrago Rock y el Viña Rock.